# Княжинська сільська рада
Княжинська сільська рада — колишня адміністративно-територіальна одиниця та орган місцевого самоврядування в Чуднівському районі Житомирської й Бердичівської округ, Вінницької та Житомирської областей Української РСР з адміністративним центром у селі Княжин.

## Населені пункти
Сільській раді на час ліквідації були підпорядковані населені пункти:
- с. Княжин

## Населення
Кількість населення ради, станом на 1923 рік, становила 1 577 осіб, кількість дворів — 342.
Відповідно до перепису населення СРСР, станом на 17 грудня 1926 року, чисельність населення ради становила 1 798 осіб, з них, за статтю: чоловіків — 874, жінок — 924; етнічний склад: українців — 1 478, росіян — 10, євреїв — 3, поляків — 307. Кількість господарств — 368, з них несільського типу — 20.

## Історія та адміністративний устрій
Створена 1923 року в складі сіл Княжин, Турчинівка та хуторів Михайлівка і Степок П'ятківської волості Житомирського повіту Волинської губернії. 7 березня 1923 року увійшла до складу новоствореного Чуднівського району Житомирської округи. Станом на 17 грудня 1926 року на обліку числиться лісова сторожка Мало-Коровинецькі Дачі. 4 вересня 1928 року с. Турчинівку та хутори Михалівка і Степок виділені в новостворену Турчинівську сільську раду Чуднівського району. На 1 жовтня 1941 року ліс. стор. Малокоровинецькі Дачі не перебуває на обліку населених пунктів.
Станом на 1 вересня 1946 року сільська рада входила до складу Чуднівського району Житомирської області, на обліку в раді перебувало с. Княжин.
Ліквідована 11 серпня 1954 року, відповідно до указу Президії Верховної ради Української РСР «Про укрупнення сільських рад по Житомирській області», територію та с. Княжин приєднано до складу Турчинівської сільської ради Чуднівського району Житомирської області.